# Kingston near Lewes
Kingston near Lewes is een civil parish in het bestuurlijke gebied Lewes, in het Engelse graafschap East Sussex met 831 inwoners.